# Marie de Hauteville
Marie de Hauteville, ou Marie de Salerne, est la fille de Richard de Hauteville, prince de Salerne et de sa première femme Altrude, sœur de Tancrède de Hauteville. Elle est la sœur de Roger de Salerne.
Elle épousa en 1121 ou 1122 Josselin Ier de Courtenay, comte d'Édesse, veuf de Béatrice, fille de Constantin Ier d'Arménie. Marie apporta Azaz en dot mais le prince Bohémond II dénonça l’accord vers 1125 et reprit la ville, ce qui est probablement la source du conflit qui l'opposera à Josselin jusqu'à la mort de celui-ci. 
Elle donne naissance à :
- une fille mentionnée par Guillaume de Tyr, abbesse de Sainte Marie la Grande à proximité du Saint-Selpulchre. Elle témoigne en 1162 lors du procès en annulation du mariage d’Amaury Ier et d'Agnès de Courtenay, fille de son demi-frère Josselin II.